# Lagoa (bairro do Rio de Janeiro)
Lagoa é um bairro nobre da Zona Sul do município do Rio de Janeiro, no Brasil. Recebe este nome devido à Lagoa Rodrigo de Freitas e possui o quinto maior índice de desenvolvimento humano do município.

## História

Lagoa Rodrigo de Freitas, Rio de Janeiro (1884). Óleo sobre madeira, 23 x 65 cm. Acervo do Museu Nacional de Belas Artes, Rio de Janeiro.

A região ao redor da lagoa Rodrigo de Freitas era habitada, até 1575, pelos tamoios. A partir dessa data, o governador do Rio de Janeiro Antônio Salema espalhou, ao redor da lagoa, roupas infectadas com o vírus da varíola de modo a disseminar a doença entre os tamoios e, com isso, deixar a área livre para a implantação de fazendas de cana-de-açúcar.
Com isso, nos primórdios da ocupação portuguesa da cidade do Rio de Janeiro, a área onde hoje se encontra o bairro, chamada de Jardim da Gávea, que englobava os atuais bairros da Gávea, Jardim Botânico e Lagoa, passou a ser ocupada por propriedades rurais, latifúndios onde se cultivava cana-de-açúcar. Após a chegada da Família Real na colônia em 1808, houve a necessidade de se construir uma fábrica de pólvora para proteger a cidade de prováveis invasões francesas. A fábrica veio a ser edificada nos arredores da Lagoa Rodrigo de Freitas.
Em virtude da decadência do ciclo da cana-de-açúcar, na metade do século XIX, as antigas fazendas tornaram-se chácaras. Na época, a cidade era dividida em freguesias e a ocupação residencial se intensificou quando a Rua São Clemente foi aberta e quando os bondes de burro alcançaram a Freguesia da Gávea, futura Zona Sul carioca. Uma das histórias peculiares do bairro é a da Fonte da Saudade. Essa fonte ficava localizada no fim da primitiva praia da Lagoa. Na passagem do século XIX para o século XX, as lavadeiras portuguesas que atendiam às famílias abastadas de Botafogo se reuniam em torno da fonte lavando as roupas e compartilhando as saudades de sua terra natal.
As reformas urbanísticas realizadas a partir da gestão Pereira Passos trouxeram o saneamento básico à região. Na administração de Carlos Sampaio, houve a urbanização do bairro. Na década de 1920, o novo bairro ganhou a avenida Epitácio Pessoa, que circunda a orla da lagoa. Nela, foram construídas mansões da elite carioca, além do Jóquei Clube Brasileiro. Nos anos 1969 e 1970, as favelas da Praia do Pinto, da Ilha das Dragas e da Catacumba, que ocupavam a região ao redor da lagoa Rodrigo de Freitas, foram destruídas pelos governos federal e estadual e seus moradores foram transferidos para diversos bairros da cidade. No lugar anteriormente ocupado pelas favelas, foram erguidos prédios de luxo.
Nos anos 1970, construtoras aterraram ilegalmente a Lagoa, que perdeu 80 por cento de sua área original. Somente anos depois, houve a proibição de outras modificações na linha do espelho d'água do reservatório, além da restrição de construções na área. Anos depois, e após muitas tentativas, a Lagoa foi parcialmente despoluída e, ao mesmo tempo, o bairro começou a ser um dos redutos da vida noturna da cidade. Em 1979, foi instalada, na lagoa Rodrigo de Freitas, a estátua do Curumim, em homenagem aos antigos tamoios habitantes da região.

## Atualidade
A população da Lagoa é de cerca de 21 200 pessoas, relativamente baixa tendo em vista a área do bairro. Isso ocorre porque a maior parte do bairro é ocupada por parques, áreas de preservação ambiental e, é claro, a própria Lagoa Rodrigo de Freitas. A lagoa representa uma área de lazer muito procurada, permitindo a prática de diversos esportes, como remo e esqui-aquático, além do ciclismo pois apresenta uma ciclovia de 7,5 quilômetros de extensão em sua margem.
É um bairro majoritariamente residencial. Não há um forte comércio, como nos bairros vizinhos de Ipanema, Leblon e Copacabana. A maior parte dos estabelecimentos comerciais é de restaurantes, como os quiosques na orla e outros restaurantes em ruas internas.
O bairro, em geral, é o terceiro mais valorizado do Rio de Janeiro, atrás apenas do Leblon e de Ipanema. Uma das causas dessa valorização é a escassez de terrenos para novos empreendimentos imobiliários. Nos arredores da Fonte da Saudade o metro quadrado custa aproximadamente 13 000 reais e na divisa com Ipanema custa entre 17 000 e 20 000 reais.
Geografia e trânsito
O canal do Jardim de Alá, pelo qual as águas da lagoa comunicam-se com as do Oceano Atlântico, estabelece a divisória entre o bairro da Lagoa e os bairros vizinhos de Ipanema e Leblon. Para além destes, a Lagoa faz limite com os bairros do Jardim Botânico, Humaitá, Gávea e Copacabana.
O bairro pode ser divido nas seguintes sub-áreas:
- Fonte da Saudade
- Curva do Calombo
- Corte do Cantagalo
- Lado de Ipanema
- Lado do Leblon
- Lado do Jardim Botânico

A Lagoa representa uma peça importante do quebra-cabeça viário da cidade do Rio de Janeiro. Na Lagoa, está uma das entradas do Túnel Rebouças, que liga a Zona Sul à Zona Norte.
As principais vias são as Avenidas Borges de Medeiros e Epitácio Pessoa, que contornam a Lagoa e o Canal do Jardim de Alah. A Avenida Borges de Medeiros margeia a Lagoa pelos lados oeste e norte. Já a Avenida Epitácio Pessoa contorna o lado leste. Essas avenidas têm início nas praias do Leblon e de Ipanema, respectivamente, e terminam na entrada do Túnel Rebouças. Há também a Avenida Alexandre Ferreira e a Rua Fonte da Saudade, que ligam a Lagoa ao bairro do Humaitá.
Outro eixo viário importante é a Autoestrada Lagoa-Barra, que além de passar pela Lagoa, serve aos bairros da Gávea, São Conrado, Joá e Barra da Tijuca.
A Lagoa-Barra é a principal ligação entre as Zonas Sul e Oeste do Rio de Janeiro.
A Avenida Henrique Dodsworth liga a Lagoa à Copacabana, desembocando na Praça Eugênio Jardim, onde se localiza a Estação Cantagalo do metrô do Rio.
O bairro conta ainda com alguns parques ao redor da Lagoa Rodrigo de Freitas, dos quais se destacam o Parque da Catacumba, o Parque do Cantagalo e o Parque dos Patins.